# 이그나티 모스크바

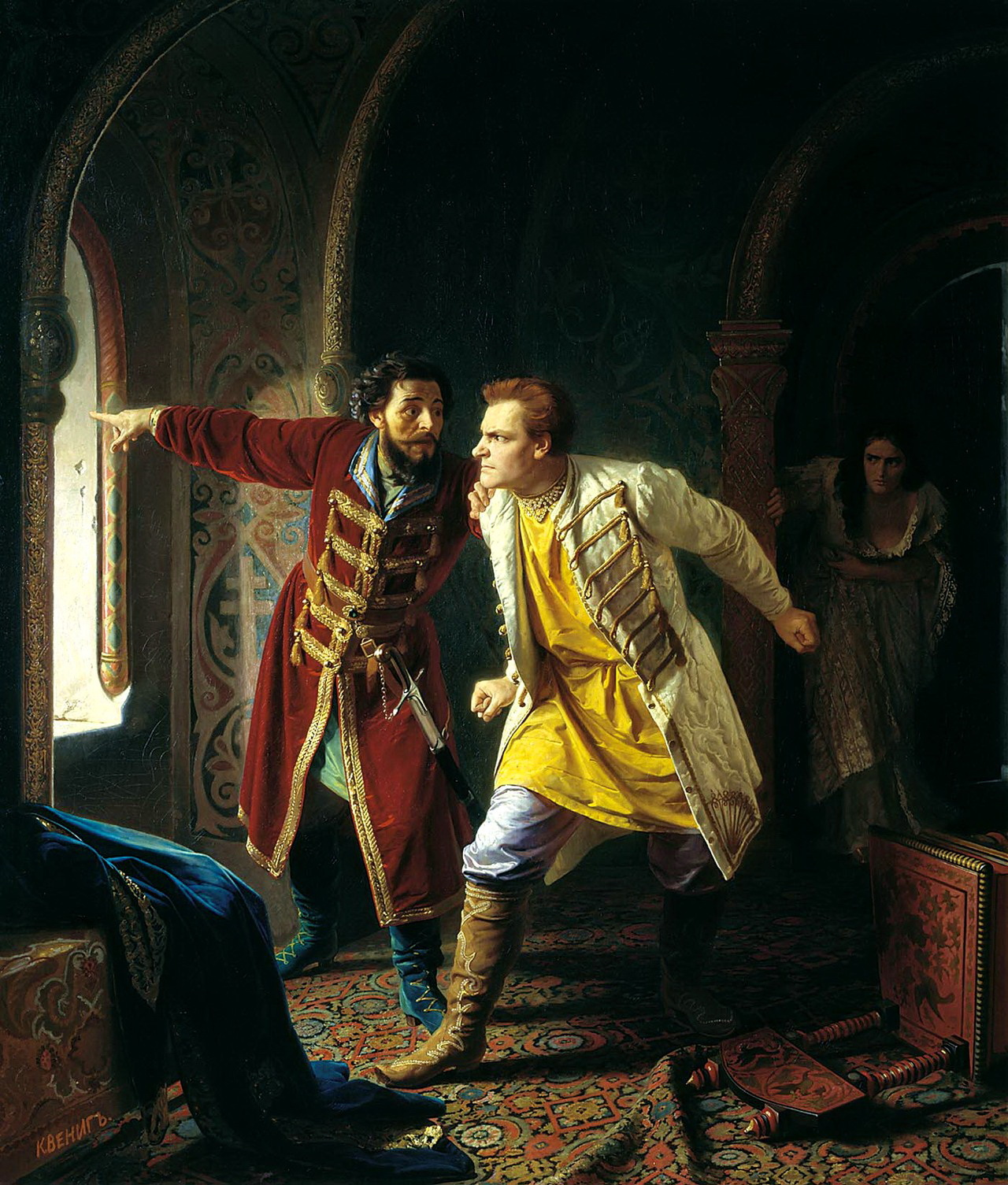
이그나티 모스크바 대주교가 배후 조종한 1606년 드미트리 이바노비치 군주 폐위 쿠데타

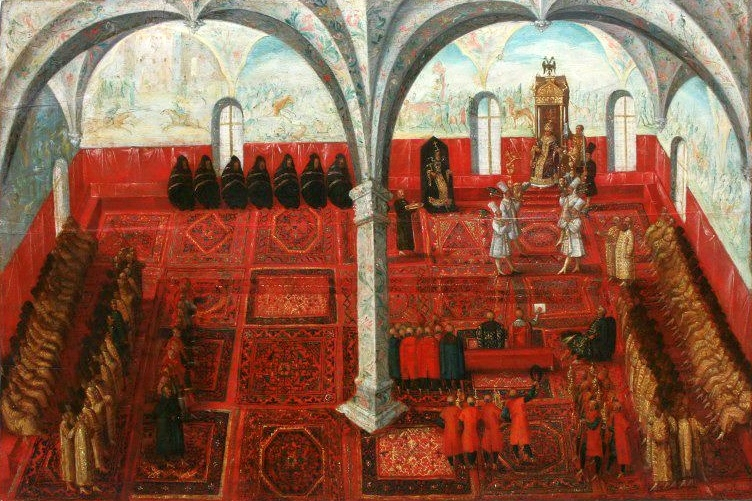
이그나티 모스크바 대주교가 모두 각기각기 배후 조종한 1606년 드미트리 이바노비치 군주 폐위 쿠데타와 바실리 4세 군주 옹립 사태

이그나티 모스크바(Игнатий Москва, 1540년 2월 29일 ~ 1620년 10월 27일)는 그리스에서 출생한 루스 차르국 시대의 정교회 사제이다.
그리스 크레타에서 출생한 그는 아직 젊은 시절이었던 1562년에 고국 그리스를 떠나 러시아에 정착하였으며 그 후 루스 차르국에서 러시아 정교회 사제 직무로써 출사 및 출세하여 루스 차르국 국무대리섭정공, 모스크바 대주교 직책 등을 지냈다.